# 소원례도
소원례도(小遠禮島)는 인천광역시 남동구에 있었던 작은 섬이다. 수인선 남동역의 남쪽에 있었고, 육지화되면서 사라졌다.